# Середньочеський край
Середньоче́ський край (чеськ. Středočeský kraj) — адміністративна одиниця Чехії з центром у місті Прага. Край виник 1 липня 1960 року указом закону ч. 36/1960 про «адміністративно-територіальний поділ держави» від 11 квітня 1960 року. А з 1 січня 2000 року на підставі закону ч. 347/1997 край є самоврядною рівноправною територіальною одиницею з тією ж назвою і символами. Середньочеський край і Прага є дві окремі адміністративні одиниці, хоча Прага і знаходиться на території першого і є його адміністративним центром. Середньочеський край нині майже повністю займає територію окремого Празького краю, який існував у 1949—1960 роках.
Край лежить в центральній частині Богемії — історичній території чехів і на заході Чехії. За площею та населенням Середньочеський край займає перше місце: він займає територію 11 014 тис. км², що становить 14 % всієї площі країни.
Середньочеський край оточує столицю Прагу, а також межує з Ліберецьким краєм, на північному сході з Кралевоградецьким краєм, на сході з Пардубіцьким краєм, на південному сході з Височіною, на півдні з Південночеським краєм, на південному заході з Плзеньським краєм, а на північному заході з Устецьким краєм.

## Адміністративний поділ

### Округи
Край адміністративно поділений на 12 округів (okresů):
- Бенешов
- Бероун
- Кладно
- Колін
- Кутна Гора
- Мєльнік
- Млада Болеслав
- Нимбурк
- Прага-захід
- Прага-схід
- Пржібрам
- Раковнік

Найбільшим за площею є Пржібрамський округ, що займає 15 % території всього краю, найменший — Східнопразький округ (5 % території). Станом на 2005 рік в краї налічувалося 1146 населених пунктів. Найбільше їх у Млодоболеславському окрузі — 123 населених пункти, найменше — у Мельніцькому, тільки 70.

### Міста і населені пункти з розширеними правами
- Бенешов
- Бероун
- Брандіс-над-Лабем-Стара-Болеслав
- Влашім
- Вотиці
- Горжовіце
- Добржіш
- Кладно
- Колін
- Кралупи-над-Влтавою
- Кутна Гора
- Лиса-над-Лабем
- Мєлнік
- Млада-Болеслав
- Мніхово Градіштє
- Нератовіце
- Нимбурк
- Подєбради
- Пржібрам
- Раковник
- Ржичани
- Седлчани
- Слани
- Часлав
- Черношіце
- Чеський Брод

## Населення
30 вересня 2005 року населення краю становило 1 154 193 жителів. Найбільша кількість мешканців проживає у Кладновському окрузі, його населення становить 150 620 жителів. У Младоболеславському, Східнопразькому та Пржібрамському округах живе приблизно по 100 000 жителів. Найменш населений — Раковніцький округ з населенням 54 377 осіб. Густота населення найвища в округах Кладновському, Східнопразькому, Західнопразькому та Мєльніцькому. Середній показник тут становить — 130 жителів/км². Найрідше заселеними є округи Раковницький, Бенешовський та Бржібрамський. Тут середня густота населення не перевищує 71 осіб/км².

## Економіка
Розташування Середньочеського краю значною мірою впливає на його економічний розвиток. Тісний зв’язок зі столицею, що цілком оточена териоторією краю, виключно вигідний для краю.